# Římskokatolická farnost Ostrava-Poruba
Římskokatolická farnost Ostrava-Poruba je farnost římskokatolické církve v děkanátu Ostrava ostravsko-opavské diecéze.
Farním kostelem je kostel svatého Mikuláše v centru původní Poruby, s pozdně gotickými základy, ale v současné podobě je výsledkem podstatné pozdně barokní přestavby v letech 1787–1796. Při kostele byla od roku 1709 zřízena kaple svatého Antonína Paduánského, k níž byly konány poutě. Ty byly zrušeny za Josefa II. a kaple byla přestavěna na sakristii kostela při zmíněné přestavbě, sv. Antonín však zůstal patronem Vřesiny.
Ve Vřesině je filiální kostel svatého Antonína Paduánského, novodobá stavba z let 1997–1998, vysvěcená dne 13. června 1998.
Kromě těchto dvou kostelů se bohoslužby pravidelně konají též v kapli Fakultní nemocnice v Ostravě-Porubě.

## Historie
Je pravděpodobné, že kostel stával v Porubě již při lokaci ve 13. století, ale zpráva o údajném náhrobním kameni Adama z Kornic, dokládajícího existenci kostela k roku 1300, je značně pochybná. Doložena není ani další v literatuře uváděná zpráva o faře k roku 1415. Nejstarší spolehlivá zmínka o existenci kostela i farnosti v Porubě je tedy z roku 1491, kdy je v záznamech olomoucké biskupské konzistoře zmiňován nejmenovaný porubský farář.
Z dalšího období chybějí po určitou dobu zprávy; v 16. století zde patrně zvítězila reformace a k roku 1615 je doloženo, že v Porubě působil zřejmě luteránský kněz Jakub Sekulský. Ještě dlouho po třicetileté válce byl farní majetek zabrán a majitelé panství i poddaní se zdráhali platit faráři odvody; v této době byla farnost spravována z okolních farností Velká Polom a Hlučín, k roku 1650 se uvádí vrchností (paní Annou Vaneckou z Jemničky) dosazený kněz, který však byl církví považován jen za administrátora. Souvislá řada porubských farářů začíná až roku 1661 Štěpánem Valentinem Pavlendou. 
Venkovská porubská farnost, od níž se již v první polovině 19. století oddělila industrializovanější území podél Odry, prodělala v 50. letech 20. století zásadní proměnu, kdy se z nevelké vesnice stalo rychle jedno z největších sídlišť v Československu a i farnost se stala počtem obyvatel jednou z největších. Komunistický režim však potlačoval římskokatolickou církev a neumožnil ani racionalizaci duchovní správy, ani zřizování nových bohoslužebných míst. Přesto se v porubské farnosti udržel dosti čilý náboženský život, který po roce 1989 našel výraz i ve skutečnosti, na poměry polistopadové České republiky unikátní, kdy v jediné farnosti byly vystavěny tři nové kostely: svatého Antonína Paduánského ve Vřesině, svatého Cyrila a Metoděje v Pustkovci a svaté Hedviky Slezské v Krásném Poli.
V roce 1859 žilo ve farnosti 2330 římských katolíků (vedle šesti evangelíků a 18 židů).
Obvod farnosti tvořily již v barokní době kromě vesnice Poruba vesnice Třebovice a Vřesina, od 11. prosince 1783 také celý Svinov, jehož větší část (tzv. Velká strana na pravém břehu Porubky) patřila do té doby k farnosti Klimkovice. V Třebovicích vznikla samostatná farnost roku 1905 a roku 1931 se od Poruby oddělila i nová farnost Svinov. Naopak v roce 1948 byl k porubské farnosti připojen Pustkovec a roku 1999 Krásné Pole. S účinkem od 1. ledna 2007 však byla z porubské farnosti vydělena nová farnost Ostrava-Pustkovec, k níž vedle Pustkovce připadlo i Krásné Pole, a v obvodu porubské farnosti zůstaly jen Poruba a Vřesina.
Farnost Poruba patřila v 17. století k děkanátu Opava, od vzniku děkanátu Hlučín roku 1671 pak k němu až do roku 1780, kdy byla přidělena k děkanátu Bílovec. U toho zůstala až do reorganizace církevní správy k 1. lednu 1963, kdy byla přidělena k děkanátu Moravská Ostrava (později Ostrava). Do roku 1996 byla součástí arcidiecéze olomoucké, od uvedeného roku pak nově vytvořené diecéze ostravsko-opavské.
Stávajícím správcem porubské farnosti je od roku 2022 P. Pavel Marek. Ve farnosti působí též předchozí farář, nyní již jako výpomocný duchovní P. Josef Gazda, který je od roku 2006 držitelem titulu Monsignore.

## Bohoslužby
| Kostel              | Místo          | Bohoslužby - školní rok / prázdniny              | Bohoslužby - školní rok / prázdniny                              | Bohoslužby - školní rok / prázdniny         | Poznámka              |
| ------------------- | -------------- | ------------------------------------------------ | ---------------------------------------------------------------- | ------------------------------------------- | --------------------- |
| Kostel sv. Mikuláše | Ostrava-Poruba | neděle pondělí úterý středa čtvrtek pátek sobota | 8.00 10.15 18.30 18.00 18.00 (bohoslužba uzpůsobená dětem) 18.00 | Beze změny 18.30 není 18.30 není 18.30 není | farní kostel          |
| Oratorium           | Ostrava-Poruba | sobota                                           | 16.00 (s nedělní platností)                                      | Beze změny                                  | ve Fakultní nemocnici |
| Kostel sv. Antonína | Vřesina        | neděle středa                                    | 9.00 17.00                                                       | Beze změny 17.30                            | filiální kostel       |

## Porubští faráři
Duchovní správci porubské farnosti:
- 1615 Jakub Sekulsky (luterán)
- 1650 Johann Mednianowsky, administrátor
- 1661–1681 Štěpán Valentin Pavlenda
- 1681–1698 Stanislav František Thomides
- 1698–1703 Matěj Ignác Balcar
- 1703–1734 Petr Pavel Brožek
- 1734–1751 František Kocziga
- 1751–1767 Josef Jan Adamec
- 1767–1777 Jan Tichý
- 1777–1781 Jiří Blažej
- 1781–1818 Ignác Lusar
- 1818–1848 František Knopp
- 1849–1871 Ferdinand Springer
- 1872–1900 Augustin Košaný
- 1901–? Josef Bystřičan

- ?-1950 Alois Gec

- 1969–1972 Alois Gillig
- 1973–? Karel Vlček
- –1990 Bárta
- 1990–2022 Josef Gazda
- od 2022 Pavel Marek